# 長虹駅
長虹駅（ちょうこうえき）は中華人民共和国遼寧省丹東市鳳城市にある、中国鉄路総公司（CR）瀋丹線乙線の駅。1942年に開業。瀋陽駅から188km、丹東駅から82kmの位置にある。瀋陽鉄道局所属の四等駅に設定されている。

## 駅周辺
- G304国道
- 鶏冠山派出所警務室
- 鳳城市鶏冠山鎮薛礼村衛星所

## 隣の駅
中国国鉄
瀋丹線（乙線）
劉家河駅 - 長虹駅 - 中興駅